# Clive Calder
Clive Calder (Johannesburg, 1946) is oprichter van de Zomba Music Group die hij in 2002 verkocht aan de Duitse media groep Bertelsmann voor $1,8 miljard. Hij heeft een geschat vermogen van £1,3 miljard.
Zijn primaire verblijfplaats is op de Kaaimaneilanden, hoewel hij ook huizen heeft in Londen en in New York en eerder in Larchmont.
- MusicBrainz: 6a5b82b1-a9ba-47ee-abd8-35260467e06f